# カスタムズ・ユナイテッドFC
東光カスタムズ・ユナイテッドFC（タイ語: สโมสรฟุตบอลโตโก คัสตอม ยูไนเต็ด, 英語: Toko Customs United Football Club）は、タイのサムットプラーカーン県をホームタウンとするサッカークラブ。

## 歴史
元々はタイ財務省 (MOF) の管轄下に置かれている税関職員の福利厚生を目的に設立されたクラブである。
2007年にタイ・ディヴィジョン1リーグ（グループA）で優勝し、タイ・プレミアリーグに初昇格した。
2010年にクラブ名をカスタムズ・デパートメントFC（英語: Customs Department Football Club）からスワンナプーム・カスタムズFC（英語: Suvarnabhumi Customs Football Club）に変更し、本拠地もバンコクからサムットプラーカーン県に移転した。
2011年にクラブ名をサムットプラーカーン・カスタムズ・ユナイテッドFC（英語: Samut Prakan Customs United Football Club）に変更した。ディヴィジョン1で15位になり、リージョナルリーグ・ディヴィジョン2に降格した。
2012年にクラブ名からサムットプラーカーンを外して、カスタムズ・ユナイテッドFCに変更した。ディヴィジョン2ではホームタウンのサムットプラーカーン県が含まれる中央・東地区リーグではなく、バンコク地区リーグに所属している。
2018年、タイ・リーグ3を2位で終えてタイ・リーグ2昇格を果たす。
2021-22シーズンからカスタムズ・ラートクラバン・ユナイテッドFCに改称。

### 東光カスタムズ・ユナイテッド時代
2024-25シーズンを前に日本の東光商事株式会社とパートナーシップを締結し、クラブ名を東光カスタムズ・ユナイテッドFCに改称。クラブを日本化してから最初の監督に後藤圭太を任命した。
2025年1月2日に後藤が監督を退任。翌3日にチャヤコン・タナデートナオが新監督に就任し、新体制で2024-25シーズン後半戦に臨むことになった。
2025-26シーズンに向けた新体制として、6月30日にラーチャブリーFCでプレーしていた田中達也が監督兼選手として加入。
7月1日、J-GREEN堺で長年代表を務めた藤縄雅敬がクラブの代表取締役兼CEOに、アルゼンチン出身のダニエル・ブランコがスポーツディレクター兼アカデミーディレクターにそれぞれ就任することが発表された。翌7月2日にはJFLのFC TIAMO枚方とパートナーシップ契約を結んだことが発表され、それに伴ってブランコSDがTIAMO枚方のエグゼクティブ・フットボール・アドバイザーに就任したこと、およびTIAMO枚方から上元直樹が完全移籍で加入したことが併せて発表された。

## タイトル

### 国内タイトル
- タイ・ディヴィジョン1リーグ (1) : 2007

## 過去の成績
- 2007 タイ・ディヴィジョン1リーグ グループA : 優勝 (昇格)
  - 2007 タイ・ディヴィジョン1リーグ 優勝決定プレーオフ : 優勝
- 2008 タイ・プレミアリーグ : 16位 (降格)
- 2009 タイ・ディヴィジョン1リーグ : 9位
- 2010 タイ・ディヴィジョン1リーグ : 7位
- 2011 タイ・ディヴィジョン1リーグ : 15位 (降格)
- 2012 リージョナルリーグ・ディヴィジョン2 バンコク地区 : 10位
- 2013 リージョナルリーグ・ディヴィジョン2 バンコク地区 : 4位

## 歴代所属選手
- 木場昌雄 2008-2010
- リー・タック 2011 (2012 タイ・ディヴィジョン1リーグ 得点王)